# Dart
Dart er et pilespil, der er fast tilbehør på engelske pubber. Dog har spillet de seneste år udviklet sig meget, og i dag er dart også blevet en anerkendt sport rundt i verden, hvor også pengepræmierne har fulgt med udviklingen. 
Gerwyn Price vandt VM 2021 og vandt dermed en præmiesum på 500.000 GBP. 
I spillet går det ud på – ved hjælp af dartpile – på færrest mulige forsøg at spille sig fra 501 points ned til præcis 0 point.
Der skal afsluttes med en Double eller Rød Bull.
Dette gøres ved at ramme en dartskive, fra hvilken kasterens fødder skal være placeret i en afstand af mindst 2,37 m. Skiven skal placeres på en lodret væg sådan, at midten af bull, som er skivens centrum, er 173 centimeter over gulvet.
Hver spiller har tre pile pr. runde.

## Dansk Dart Union
Dart i Danmark er organiseret under Dansk Dart Union - Dansk Dart Union er medlem af World Darts Federation og DIF

## Professionelle spillere i dart
Der er to forbund PDC og BDO der hvert år arrangerer en række turneringer i dart, for de bedste spillere i verden deriblandt verdensmesterskabet i dart. I de to forbund kan nævnes en række stjernespillere i sporten heriblandt den 16 dobbelte verdensmester Phil Taylor, der spiller i forbundet PDC, mens den 3 dobbelte verdensmester Martin Adams spiller i BDO. Der har været en række heftige debatter om hvilket forbund der er bedst, siden PDC blev dannet i midten af 1990erne, da en række af de professionelle dartspillere i BDO, var utilfredse med forholdende (kilde mangler).
En dartspillers indtjening af præmiepenge varierer meget i forhold til hver enkel dartspilleres præsentationer, men på en klart førsteplads finder vi Michael Van Gerwen med en samlet indtjening på £9,2 millioner (2020), og på anden pladsen Phil Taylor med en indtjening på, £7,5 millioner (2017)

## BDO Verdensmesterskaberne
(NB: Er hentet fra en den engelsk wikipedia-side omhandlende BDO World Championship)
| Year | Champion              | Average in final | Score     | Runner-Up             | Average in final | Total Prize Money | Champion | Runner-Up | Venue                                        | Sponsor               |
| ---- | --------------------- | ---------------- | --------- | --------------------- | ---------------- | ----------------- | -------- | --------- | -------------------------------------------- | --------------------- |
| 1978 | Leighton Rees         | 92.40            | 11–7 legs | John Lowe             | 89.40            | £10,500           | £3,000   | £1,700    | Heart of the Midlands Club, Nottingham       | Embassy               |
| 1979 | John Lowe             | 87.42            | 5–0 sets  | Leighton Rees         | 76.62            | £15,000           | £4,500   | £2,000    | Jollees Cabaret Club, Stoke-on-Trent         | Embassy               |
| 1980 | Eric Bristow          | 88.10            | 5–3       | Bobby George          | 86.49            | £15,000           | £4,500   | £2,000    | Jollees Cabaret Club, Stoke-on-Trent         | Embassy               |
| 1981 | Eric Bristow          | 86.10            | 5–3       | John Lowe             | 81.00            | £23,300           | £5,500   | £2,500    | Jollees Cabaret Club, Stoke-on-Trent         | Embassy               |
| 1982 | Jocky Wilson          | 88.10            | 5–3       | John Lowe             | 84.30            | £28,000           | £6,500   | £3,000    | Jollees Cabaret Club, Stoke-on-Trent         | Embassy               |
| 1983 | Keith Deller          | 90.00            | 6–5       | Eric Bristow          | 93.90            | £33,050           | £8,000   | £3,500    | Jollees Cabaret Club, Stoke-on-Trent         | Embassy               |
| 1984 | Eric Bristow          | 97.50            | 7–1       | Dave Whitcombe        | 90.60            | £38,500           | £9,000   | £4,000    | Jollees Cabaret Club, Stoke-on-Trent         | Embassy               |
| 1985 | Eric Bristow          | 97.50            | 6–2       | John Lowe             | 93.12            | £43,000           | £10,000  | £5,000    | Jollees Cabaret Club, Stoke-on-Trent         | Embassy               |
| 1986 | Eric Bristow          | 94.47            | 6–0       | Dave Whitcombe        | 90.45            | £52,500           | £12,000  | £6,000    | Lakeside Country Club, Frimley Green, Surrey | Embassy               |
| 1987 | John Lowe             | 90.63            | 6–4       | Eric Bristow          | 94.29            | £60,300           | £14,000  | £7,000    | Lakeside Country Club, Frimley Green, Surrey | Embassy               |
| 1988 | Bob Anderson          | 92.70            | 6–4       | John Lowe             | 92.07            | £71,600           | £16,000  | £8,000    | Lakeside Country Club, Frimley Green, Surrey | Embassy               |
| 1989 | Jocky Wilson          | 94.32            | 6–4       | Eric Bristow          | 90.66            | £86,900           | £20,000  | £10,000   | Lakeside Country Club, Frimley Green, Surrey | Embassy               |
| 1990 | Phil Taylor           | 97.47            | 6–1       | Eric Bristow          | 93.00            | £153,200          | £24,000  | £12,000   | Lakeside Country Club, Frimley Green, Surrey | Embassy               |
| 1991 | Dennis Priestley      | 92.57            | 6–0       | Eric Bristow          | 84.15            | £110,500          | £26,000  | £13,000   | Lakeside Country Club, Frimley Green, Surrey | Embassy               |
| 1992 | Phil Taylor           | 97.59            | 6–5       | Mike Gregory          | 96.52            | £119,500          | £28,000  | £14,000   | Lakeside Country Club, Frimley Green, Surrey | Embassy               |
| 1993 | John Lowe             | 83.97            | 6–3       | Alan Warriner         | 82.32            | £128,500          | £30,000  | £15,000   | Lakeside Country Club, Frimley Green, Surrey | Embassy               |
| 1994 | John Part             | 82.44            | 6–0       | Bobby George          | 80.31            | £136,100          | £32,000  | £16,000   | Lakeside Country Club, Frimley Green, Surrey | Embassy               |
| 1995 | Richie Burnett        | 93.63            | 6–3       | Raymond van Barneveld | 91.23            | £143,000          | £34,000  | £17,000   | Lakeside Country Club, Frimley Green, Surrey | Embassy               |
| 1996 | Steve Beaton          | 90.27            | 6–3       | Richie Burnett        | 88.05            | £150,000          | £36,000  | £18,000   | Lakeside Country Club, Frimley Green, Surrey | Embassy               |
| 1997 | Les Wallace           | 92.19            | 6–3       | Marshall James        | 92.01            | £158,000          | £38,000  | £19,000   | Lakeside Country Club, Frimley Green, Surrey | Embassy               |
| 1998 | Raymond van Barneveld | 93.96            | 6–5       | Richie Burnett        | 97.14            | £166,000          | £40,000  | £20,000   | Lakeside Country Club, Frimley Green, Surrey | Embassy               |
| 1999 | Raymond van Barneveld | 94.65            | 6–5       | Ronnie Baxter         | 94.65            | £174,000          | £42,000  | £21,000   | Lakeside Country Club, Frimley Green, Surrey | Embassy               |
| 2000 | Ted Hankey            | 92.40            | 6–0       | Ronnie Baxter         | 88.35            | £182,000          | £44,000  | £22,000   | Lakeside Country Club, Frimley Green, Surrey | Embassy               |
| 2001 | John Walton           | 95.55            | 6–2       | Ted Hankey            | 94.86            | £189,000          | £46,000  | £23,000   | Lakeside Country Club, Frimley Green, Surrey | Embassy               |
| 2002 | Tony David            | 93.57            | 6–4       | Mervyn King           | 89.67            | £197,000          | £48,000  | £24,000   | Lakeside Country Club, Frimley Green, Surrey | Embassy               |
| 2003 | Raymond van Barneveld | 94.86            | 6–3       | Ritchie Davies        | 90.66            | £205,000          | £50,000  | £25,000   | Lakeside Country Club, Frimley Green, Surrey | Embassy               |
| 2004 | Andy Fordham          | 97.08            | 6–3       | Mervyn King           | 91.02            | £201,000          | £50,000  | £25,000   | Lakeside Country Club, Frimley Green, Surrey | Lakeside Country Club |
| 2005 | Raymond van Barneveld | 96.78            | 6–2       | Martin Adams          | 91.35            | £201,000          | £50,000  | £25,000   | Lakeside Country Club, Frimley Green, Surrey | Lakeside Country Club |
| 2006 | Jelle Klaasen         | 90.42            | 7–5       | Raymond van Barneveld | 93.06            | £211,000          | £60,000  | £25,000   | Lakeside Country Club, Frimley Green, Surrey | Lakeside Country Club |
| 2007 | Martin Adams          | 90.30            | 7–6       | Phill Nixon           | 87.09            | £226,000          | £70,000  | £30,000   | Lakeside Country Club, Frimley Green, Surrey | Lakeside Country Club |
| 2008 | Mark Webster          | 92.07            | 7–5       | Simon Whitlock        | 93.92            | £246,000          | £85,000  | £30,000   | Lakeside Country Club, Frimley Green, Surrey | Lakeside Country Club |
| 2009 | Ted Hankey            | 91.46            | 7–6       | Tony O'Shea           | 90.54            | £256,000          | £95,000  | £30,000   | Lakeside Country Club, Frimley Green, Surrey | Lakeside Country Club |
| 2010 | Martin Adams          | 95.01            | 7–5       | Dave Chisnall         | 93.42            | £261,000          | £100,000 | £30,000   | Lakeside Country Club, Frimley Green, Surrey | Lakeside Country Club |
| 2011 | Martin Adams          | 92.13            | 7–5       | Dean Winstanley       | 89.08            | £261,000          | £100,000 | £30,000   | Lakeside Country Club, Frimley Green, Surrey | Lakeside Country Club |
| 2012 | Christian Kist        | 90.00            | 7–5       | Tony O'Shea           | 87.78            | £258,000          | £100,000 | £30,000   | Lakeside Country Club, Frimley Green, Surrey | Lakeside Country Club |
| 2013 | Scott Waites          | 86.43            | 7–1       | Tony O'Shea           | 81.90            | £258,000          | £100,000 | £30,000   | Lakeside Country Club, Frimley Green, Surrey | Lakeside Country Club |
| 2014 |                       |                  |           |                       |                  |                   |          |           |                                              |                       |

## PDC Verdensmesterskaberne
(NB: Er hentet fra en den engelsk wikipedia-side omhandlende PDC World Championship)
| År   | Mester (gennemsnit i finalen)  | Point | Andenplads (gennemsnit i finalen) | Sponsor     | Præmiepenge | Præmiepenge | Præmiepenge | Location                 |
| År   | Mester (gennemsnit i finalen)  | Point | Andenplads (gennemsnit i finalen) | Sponsor     | Total       | Mester      | Nr 2        | Location                 |
| ---- | ------------------------------ | ----- | --------------------------------- | ----------- | ----------- | ----------- | ----------- | ------------------------ |
| 1994 | Dennis Priestley (94.38)       | 6–1   | Phil Taylor (90.62)               | Skol        | £64,000     | £16,000     | £8,000      | Circus Tavern, Purfleet  |
| 1995 | Phil Taylor (1/14) (94.11)     | 6–2   | Rod Harrington (87.15)            | Proton Cars | £55,000     | £12,000     | £6,000      | Circus Tavern, Purfleet  |
| 1996 | Phil Taylor (2/14) (98.52)     | 6–4   | Dennis Priestley (101.49)         | Vernons     | £61,000     | £14,000     | £7,000      | Circus Tavern, Purfleet  |
| 1997 | Phil Taylor (3/14) (100.92)    | 6–3   | Dennis Priestley (96.78)          | Red Band    | £98,000     | £45,000     | £10,000     | Circus Tavern, Purfleet  |
| 1998 | Phil Taylor (4/14) (103.98)    | 6–0   | Dennis Priestley (90.75)          | Skol        | £71,000     | £20,000     | £10,000     | Circus Tavern, Purfleet  |
| 1999 | Phil Taylor (5/14) (97.11)     | 6–2   | Peter Manley (93.63)              | Skol        | £104,000    | £30,000     | £16,000     | Circus Tavern, Purfleet  |
| 2000 | Phil Taylor (6/14) (94.42)     | 7–3   | Dennis Priestley (91.80)          | Skol        | £110,000    | £31,000     | £16,400     | Circus Tavern, Purfleet  |
| 2001 | Phil Taylor (7/14) (107.46)    | 7–0   | John Part (92.58)                 | Skol        | £124,000    | £33,000     | £18,000     | Circus Tavern, Purfleet  |
| 2002 | Phil Taylor (8/14) (98.47)     | 7–0   | Peter Manley (91.35)              | Skol        | £200,000    | £50,000     | £25,000     | Circus Tavern, Purfleet  |
| 2003 | John Part (1/2) (96.87)        | 7–6   | Phil Taylor (99.98)               | Ladbrokes   | £200,000    | £50,000     | £25,000     | Circus Tavern, Purfleet  |
| 2004 | Phil Taylor (9/14) (96.03)     | 7–6   | Kevin Painter (90.48)             | Ladbrokes   | £256,000    | £50,000     | £25,000     | Circus Tavern, Purfleet  |
| 2005 | Phil Taylor (10/14) (96.14)    | 7–4   | Mark Dudbridge (90.66)            | Ladbrokes   | £300,000    | £60,000     | £30,000     | Circus Tavern, Purfleet  |
| 2006 | Phil Taylor (11/14) (106.74)   | 7–0   | Peter Manley (91.72)              | Ladbrokes   | £500,000    | £100,000    | £50,000     | Circus Tavern, Purfleet  |
| 2007 | Raymond van Barneveld (100.93) | 7–6   | Phil Taylor (100.86)              | Ladbrokes   | £500,000    | £100,000    | £50,000     | Circus Tavern, Purfleet  |
| 2008 | John Part (2/2) (92.86)        | 7–2   | Kirk Shepherd (85.10)             | Ladbrokes   | £589,000    | £100,000    | £50,000     | Alexandra Palace, London |
| 2009 | Phil Taylor (12/14) (110.94)   | 7–1   | Raymond van Barneveld (101.18)    | Ladbrokes   | £724,000    | £125,000    | £60,000     | Alexandra Palace, London |
| 2010 | Phil Taylor (13/14) (104.38)   | 7–3   | Simon Whitlock (100.51)           | Ladbrokes   | £1,000,000  | £200,000    | £100,000    | Alexandra Palace, London |
| 2011 | Adrian Lewis (1/2) (99.40)     | 7–5   | Gary Anderson (99.41)             | Ladbrokes   | £1,000,000  | £200,000    | £100,000    | Alexandra Palace, London |
| 2012 | Adrian Lewis (2/2) (93.06)     | 7–3   | Andy Hamilton (90.83)             | Ladbrokes   | £1,000,000  | £200,000    | £100,000    | Alexandra Palace, London |
| 2013 | Phil Taylor (14/14) (103.04)   | 7–4   | Michael van Gerwen (100.66)       | Ladbrokes   | £1,000,000  | £200,000    | £100,000    | Alexandra Palace, London |
| 2014 | Michael Van Gerwen             | 7-4   | Peter Wright                      | Ladbrokes   | £           | £250,000    | £           | Alexandra Palace, London |
| 2015 | Gary Anderson 97.68            | 7-6   | Phil Taylor 100.69                |             |             | £300.000    |             |                          |
| 2016 | Gary Anderson                  | 7-5   | Adrian Lewis                      |             |             | £300.000    |             |                          |
| 2017 | Michael Van Gerwen             | 7-3   | Gary Anderson                     |             |             |             |             |                          |

## Eksterne kilder
1. ↑  Each player's average score is based on the average for each 3-dart visit to the board (ie total points scored divided by darts thrown and multiplied by 3) Archive pages Arkiveret 28. maj 2007 hos  Wayback Machine World Darts Federation
2. ↑  Prize fund included £52,000 bonus for Paul Lim's 9-dart finish
3. ↑  From 2006, the £52,000 bonus for a 9-dart finish was included as part of the published prize fund, regardless of whether any player managed to achieve the feat. These table does not include that.
4. ↑  Each player's average score is based on the average for each 3-dart visit to the board (ie total points scored divided by darts thrown and multiplied by 3)
5. ↑  PDC World Championship prize fund Arkiveret 16. marts 2015 hos  Wayback Machine dartsdatabase